# Phoebe glaucifolia
Phoebe glaucifolia là loài thực vật có hoa trong họ Nguyệt quế. Loài này được S. Lee & F.N. Wei miêu tả khoa học đầu tiên năm 1988.